# Mesoleptus binominatus
Mesoleptus binominatus là một loài tò vò trong họ Ichneumonidae.